# Charles Spence Bate
Charles Spence Bate (Truro, 1819. március 16. – Cornwall, 1889. július 29.) brit zoológus és fogorvos. Zoológiai szakmunkákban nevének rövidítése: „Bate”.

## Élete
Cornwallban, a Truro településhez közeli Trenick House-ban született, Charles Bate (1789–1872) és  Harriet Spence (1788–1879) fiaként. Charles mindkét szülőjének családnevét felvette – talán azért is, hogy könnyebben elkülöníthető legyen apjától –, és következetesen így használta nevét publikációiban, illetve kortársai is következetesen így hivatkoztak rá. Apja nyomdokain haladva fogorvostant hallgatott előbb Swansea-ben, majd Plymouthban, ahol ezt követően átvette apja praxisát. Pályája csúcsán a Fogászati Társaság elnökének is megválasztották.
Hivatása mellett szakértője lett a rákszabásúak kutatásának is, amiért 1861-ben a Királyi Természettudományos Társaság tagjává is megválasztották, illetve gyakori levelezőpartnere lett Charles Darwinnak, akivel főleg a mindkettejük érdeklődési köréhez tartozó állkapcsilábas rákokról cserélték ki tapasztalataikat. John Obadiah Westwooddal közösen írta 1868-ban a "A history of the British sessile-eyed Crustacea" (A brit felsőbbrendű rákok története) című tudományos munkáját. Ugyancsak több cikket írt azokról a rákszabásúakról, amelyeket 1872 és 1876 között gyűjtött a HMS Challenger hajóval végzett oceanográfiai expedíció során. 1889. július 29-én hunyt el South Brent településen, Devonban, Plymouth temetőjében nyugszik.

## Családja
1847. június 17-én kötött házasságot Emily Amelia Hele-lel, akitől két fia és egy lánya született. Emily 1884-ben elhunyt, ezt követően Bate, közel a hetvenéves korhoz, új házasságot kötött, 1887 októberében.

## Emlékezete
Több állatfajt is elneveztek a neve után, az ő tiszteletére, ezek az alábbiak:
- Pseudoparatanais batei (G. O. Sars, 1882)
- Amphilochus spencebatei (Stebbing, 1876)
- Scyllarus batei Holthuis, 1946
- Costa batei (Brady, 1866)
- Periclimenes batei Holthuis, 1959

## Fordítás
- Ez a szócikk részben vagy egészben  a   Charles Spence Bate című angol Wikipédia-szócikk fordításán alapul.  Az eredeti cikk szerkesztőit annak laptörténete sorolja fel. Ez a jelzés csupán a megfogalmazás eredetét és a szerzői jogokat jelzi, nem szolgál a cikkben szereplő információk forrásmegjelöléseként.